# Jinete andaluz del Neolítico
El jinete andaluz del Neolítico hace referencia a la representación de un humano montado en un équido que forma parte del conjunto de arte rupestre descubierto en la Cueva de la Laja Alta, localizada en Jimena de la Frontera (Cádiz). Dicha muestra de arte rupestre pertenece al conjunto de arte rupestre denominado arte sureño.
La importancia del denominado «jinete andaluz del Neolítico» estriba en que puede ser considerado simbólicamente como el primer jinete de la historia, ya que recientes dataciones científicas de las pinturas rupestres de la cueva han arrojado que posiblemente sea la prueba más antigua del ser humano montando équidos. Las dataciones arrojaron una antigüedad en torno al 4000 a. C. Ello implicaría que la península ibérica sería el primer lugar del mundo en el que se habría documentado la práctica de montar a caballo, o sea, en darse la equitación.